# Андора на Летњим олимпијским играма 1996.
Андори је ово било шесто учешће на Летњим олимпијским играма. Делегацију Андоре, на Олимпијским играма 1996. у Атланти, САД представљало је осморо спортиста (шест мушкарца и две жене) који су се такмичили у пет спортова у појединачној конкуренцији.
Андора није освојила ниједну медаљу па је остала у групи земаља које никад нису освајале олимпијске медаље.
На свечаном отварању Игара заставу Андоре носио је пливач Aitor Osorio.

## Учесници по дисциплинама
| Спорт      | Мушкарци | Жене | Укупно |
| ---------- | -------- | ---- | ------ |
| Атлетика   | 1        | 0    | 1      |
| Једрење    | 2        | 1    | 3      |
| Пливање    | 1        | 1    | 2      |
| Стрељаштво | 1        | 0    | 1      |
| Џудо       | 1        | 0    | 1      |
| Укупно(5)  | 6        | 2    | 8      |

## Резултати

### Атлетика

#### Мушкарци
| Атлетичар       | Дисциплина | Група    | Група | Четвртфинале | Четвртфинале | Полуфинале | Полуфинале | Финале   | Финале       | Детаљи |
| Атлетичар       | Дисциплина | Резултат | Место | Резултат     | Место        | Резултат   | Место      | Резултат | Место        | Детаљи |
| --------------- | ---------- | -------- | ----- | ------------ | ------------ | ---------- | ---------- | -------- | ------------ | ------ |
| Антони Бернардо | Маратон    |          |       |              |              |            |            | 2:31:28  | 87/111 (124) |        |

### Једрење

#### Мушкарци
| Једриличари             | Дисциплина | Нет Бод | Укупно Бод | Пласман |
| ----------------------- | ---------- | ------- | ---------- | ------- |
| Давид Рамон Оскар Рамон | 470        | 160     | 201        | 27/37   |

| Једриличар              | Дисциплина | Трка | Трка | Трка | Трка | Трка | Трка | Трка | Трка | Трка | Трка | Трка | Укупно Бод | Нет Бод | Пласман |
| Једриличар              | Дисциплина | 1    | 2    | 3    | 4    | 5    | 6    | 7    | 8    | 9    | 10   | 11   | Укупно Бод | Нет Бод | Пласман |
| ----------------------- | ---------- | ---- | ---- | ---- | ---- | ---- | ---- | ---- | ---- | ---- | ---- | ---- | ---------- | ------- | ------- |
| Давид Рамон Оскар Рамон | 470        | 23   | 31   | 24   | 35   | 23   | 17   | 12   | 26   | 11   | 28   | 19   | 249        | 183     | 27/36   |

#### Жене
| Једриличарка  | Дисциплина | Трка | Трка | Трка | Трка | Трка | Трка | Трка | Трка | Трка | Укупно Бод | Нет Бод | Пласман |
| Једриличарка  | Дисциплина | 1    | 2    | 3    | 4    | 5    | 6    | 7    | 8    | 9    | Укупно Бод | Нет Бод | Пласман |
| ------------- | ---------- | ---- | ---- | ---- | ---- | ---- | ---- | ---- | ---- | ---- | ---------- | ------- | ------- |
| Фиона Морисон | Мистрал    | ПС   | 23   | 25   | 24   | 20   | 22   | 22   | 24   | 18   | 206        | 153     | 24/28   |

ПС = Прерани старт

## Пливање

#### Мушкарци
| Пливач       | Дисциплина     | Група   | Група   | Полуфинале           | Полуфинале           | Финале               | Финале  | Детаљи |
| Пливач       | Дисциплина     | Време   | Пласман | Време                | Пласман              | Време                | Пласман | Детаљи |
| ------------ | -------------- | ------- | ------- | -------------------- | -------------------- | -------------------- | ------- | ------ |
| Aitor Osorio | 200 м слободно | 2:12,59 | 3 гр 1  | Није се квалификовао | Није се квалификовао | Није се квалификовао | 42 / 42 |        |

#### Жене
| Пливачица        | Дисциплина     | Група   | Група    | Полуфинале           | Полуфинале           | Финале               | Финале  | Детаљи |
| Пливачица        | Дисциплина     | Време   | Пласман  | Време                | Пласман              | Време                | Пласман | Детаљи |
| ---------------- | -------------- | ------- | -------- | -------------------- | -------------------- | -------------------- | ------- | ------ |
| Meritxell Sabate | 200 м мешовито | 2:37,38 | 2 у гр 1 | Није се квалификовла | Није се квалификовла | Није се квалификовла | 42 / 43 |        |

### Стрељаштво

#### Мушкарци
| Стрелац       | Дисциплина | Квалификације        | Финале          | Укупнан резултат | Укупни пласман | Белешка |
| ------------- | ---------- | -------------------- | --------------- | ---------------- | -------------- | ------- |
| Gerard Barcia | Трап       | 117 (22+23+23+24+15) | Није с пласирао | 117              | = 37/58        |         |

### Џудо

#### Мушкарци
| Џудиста      | Дис.    | коло 64    | Коло 32                           | Коло 16            | Четвртфин.         | Полуфин.           | Репасаж 1          | Репасаж 2          | Меч за бронзу    | Фин.             | Фин.      | Дет. |
| Џудиста      | Дис.    | Прот. Рез. | Противник Резултат                | Противник Резултат | Противник Резултат | Противник Резултат | Противник Резултат | Противник Резултат | Прот. Рез.       | Прот. Рез.       | Плас.     | Дет. |
| ------------ | ------- | ---------- | --------------------------------- | ------------------ | ------------------ | ------------------ | ------------------ | ------------------ | ---------------- | ---------------- | --------- | ---- |
| Антони Молне | − 65 кг |            | Mukhamedkhanov · Узбекистан · Пор | Није се пласирао   | Није се пласирао   | Није се пласирао   | Није се пласирао   | Није се пласирао   | Није се пласирао | Није се пласирао | = 27 / 36 |      |